# Lauri Kalima
Lauri Kalima   (Hèlsinki, 29 de setembre de 1916 - Jyväskylä, 24 de juliol de 2004) va ser un atleta finlandès, especialista en el salt d'alçada, que va competir durant la dècada de 1930.
El 1936 va prendre als Jocs Olímpics d'Estiu de Berlín, on fou sisè en el salt d'alçada del programa d'atletisme.
En el seu palmarès destaca una medalla de bronze en la prova del salt d'alçada al Campionat d'Europa d'atletisme de 1938, rere Kurt Lundqvist i Kalevi Kotkas. A nivell nacional guanyà el campionat finlandès de salt d'alçada de 1939 i 1942.

## Millors marques
- Salt d'alçada. 2,01 metres (1936)[4]